# 80 Fetter Lane

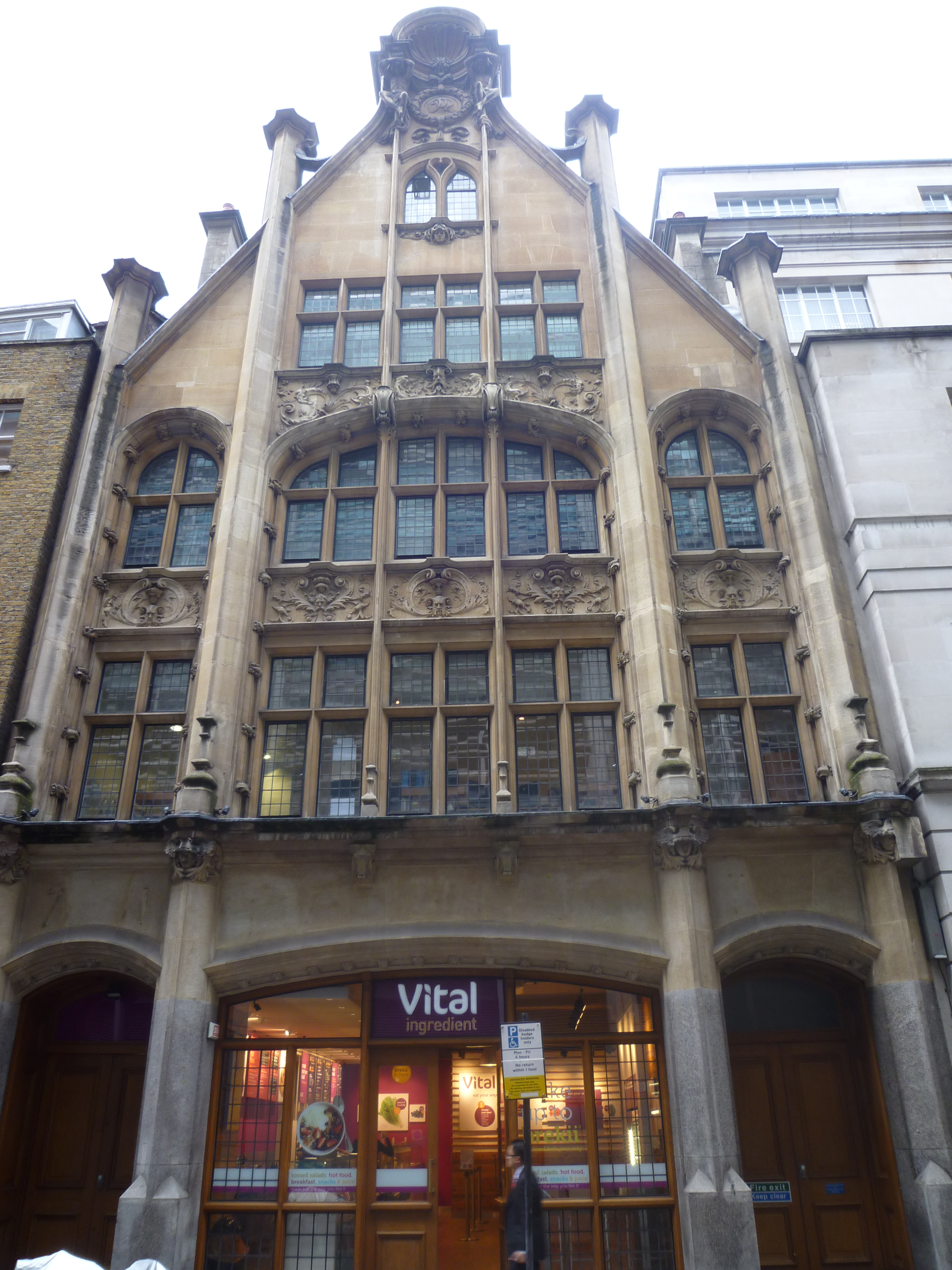
80 Fetter Lane

80 Fetter Lane é um edifício listado de Grau II em 78-81 Fetter Lane, em Londres. O edifício foi projetado pelos arquitectos Treadwell &amp; Martin para a Destilaria de Buchanan.